# Kurt Skov
Kurt Skov (født 1947 i Sig nord for Varde) er en dansk shippingmand.
Efter realeksamen og HH fra Esbjerg Handelsskole etablerede han som 25-årig Blue Water Shipping. Under beskedne omgivelser startede han sin karriere i Esbjerg Lufthavn.
Blue Water Shipping er blevet en stor global forretning, men grundlæggeren og adm. direktør Kurt Skov ønskede i 2012 at træde tilbage fra direktørposten, men fortsatte som bestyrelsesformand. Hans efterfølger blev Kim Hedegaard Sørensen som sad på posten fra december 2012 til februar 2016. Kurt Skov valgte derefter at tiltræde som adm. direktør igen.